# 比里维尔
比里维尔（法語：Buriville，法語發音：[byʁivil]）是法国默尔特-摩泽尔省的一个市镇，属于吕内维尔区。

## 地理
比里维尔（48°32'21"N, 6°42'29"E）面积11.44 平方千米，位于法国大東部大區默尔特-摩泽尔省，该省份为法国东北部内陆省份，是洛林的一部分，北邻比利时、卢森堡，北起顺时针与摩泽尔省、下莱茵省、孚日省和默兹省接壤。
与比里维尔接壤的市镇（或旧市镇、城区）包括：贝纳梅尼勒、弗兰、弗雷梅尼勒、阿布兰维尔、奥热维莱、雷克隆维尔、圣克莱芒。

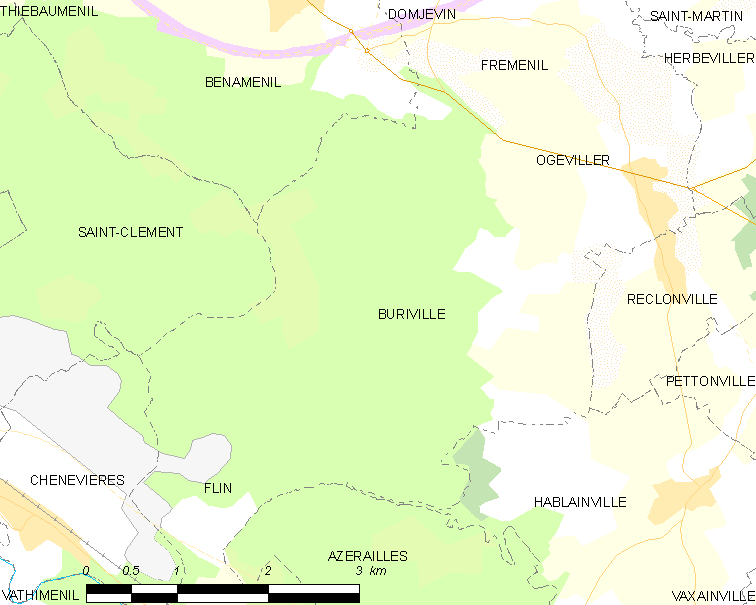
比里维尔的OSM定位图

比里维尔的时区为UTC+01:00、UTC+02:00（夏令时）。

## 行政
比里维尔的邮政编码为54450，INSEE市镇编码为54107。

## 政治
比里维尔所属的省级选区为巴卡拉县。

## 人口

1962-2008年间比里维尔人口变化图示

比里维尔于2022年1月1日时的人口数量为71人。